# 여기자 삼총사가 간다
《여기자 삼총사가 간다》는 대한민국의 TV조선의 방송된 프로그램이다.

## 기획의도
지금까지 보지 못했던 색다른 연예 보도 프로그램을 표방하는 프로그램이다.

## 진행자
- 백은영 - TV조선의 문화연예부 차장
- 이루라 - TV조선의 문화연예부 기자
- 조정린 - 방송인 출신 , TV조선 공채 2기 기자

## 방송 시간
- 2013년 8월 23일 ~ 2015년 5월 8일 : 매주 금요일 저녁 7시 30분 ~ 8시 30분

## 결방 사유
- 2015년 5월 15일 : TV조선 뉴스특보 관계로 결방되어 1주 뒤인 5월 23일로 연기되었다.